# Дітмар Войдке
Дітмар Войдке (нім. Dietmar Woidke; нар. 22 жовтня 1961, Форст) — німецький політик, член СДПН.
З 28 серпня 2013 року обіймає посаду прем'єр-міністра землі Бранденбург. З 26 серпня 2013 року очолює земельне відділення партії. З жовтня 2010 року до серпня 2013 року перебував на посаді міністра внутрішніх справ землі Бранденбург, а з листопада 2009 року по листопад 2010 року був головою фракції СДПН у бранденбурзькому ландтазі.

## Біографія
Батько Войдке за фахом слюсар, мати працювала бухгалтером у сільськогосподарському виробничому кооперативі. Разом із братом Дітмар виріс у селі. Закінчивши школу в 1980 році і відслуживши в армії в Котбусі, в 1982—1987 вивчав сільське господарство, тваринництво і фізіологію харчування в Берлінському університеті і отримав диплом інженера-агронома. У 1987—1990 роках Войдке працював науковим помічником у берлінському Інституті фізіології харчування. У 1990—1992 роках керував науковим відділом компанії — виробника мінеральних кормів SANO-Mineralfutter GmbH. Надалі обіймав адміністративні посади в органах місцевої влади округів Бранденбурга з питань охорони навколишнього природного середовища та сільського господарства. 1993 року успішно захистив дисертацію в Берлінському університеті.
Дітмар Войдке вступив до СДПН у 1993 році, у 1994 році був обраний до ландтагу Бранденбурга. У 1998—2003 роках до призначення міністром був депутатом міських зборів Форсту. 26 серпня 2013 року Войдке було обрано головою земельного відділення партії.
З 13 жовтня 2004 року по 21 жовтня 2009 року Войдке обіймав посаду міністра земельного розвитку, охорони навколишнього середовища та захисту прав споживачів в уряді землі Бранденбург. Після відставки Райнера Шпеєра 23 вересня 2010 року Войдке був призначений 6 жовтня 2010 року міністром внутрішніх справ і приведений до присяги у ландтазі. Ключовим напрямом діяльності на цій посаді для Войдка стала модернізація управління в землі Бранденбург, зокрема реформа поліції, спрямована на скорочення штатів.
Після відставки Маттіаса Платцека 28 серпня 2013 року Дітмара Войдке було обрано прем'єр-міністром Бранденбурга.
1 листопада 2019 року до Войдке у порядку черги на річний період переходить крісло голови бундесрату.